# Parque forestal del templo Hong'en
El Parque Forestal del Templo Hong'en (鸿恩寺森林公园) es un parque urbano situado en el monte Longji del distrito de Jiangbei en la ciudad china de Chongqing. El parque se inauguró el 1 de mayo de 2009 y abarca un área de 1.100 mu (亩, unas 73 hectáreas). En su interior alberga un edificio de siete pisos, el Pabellón Hong'en, en la cima del monte Longji.

## Historia
El Parque Forestal del Templo Hong'en está catalogado como uno de los principales parques urbanos centrales de Chongqing en el Plan Maestro Urbano de Chongqing (重庆市城市总体规划) del año 2000. Está incluido en el proyecto de construcción "Bosque de Chongqing"  en el contecto de la serie de proyectos para crear ciudades-jardín nacionales (国家园林城市). Fue inaugurado oficialmente el 1 de mayo de 2009. 

## Atracciones
El tema del Parque del Templo Hong'en es "cultura de la gratitud" y "cultura del olivo dulce". El parque incluye doce áreas o paisajes, muchos de ellos inspirados en el olivo dulce u osmanto (桂), incluyendo: 
- Gonxue tinggui (滚雪听桂) "nieve rodando y escucha del osmanto", una cascada de agua rodeada de árboles de osmanto
- Jingui yixiang (金桂溢香) "aroma del osmanto dorado", contiene la escalera de entrada del parque
- Qintai jieyuan, (琴台结缘) "destino de Qintai", inspirado en la leyenda del fénix (fenghuang) macho buscando al fénix hembra (凤求凰, fèng qiú huáng). Incluye una roca de Lingbi con el carácter chino de "destino" (缘, yuán), relacionado con el concepto budista del yuanfen.
- Punto de fotografías de gansos cisne (鸿雁留影), contiene un estanque doble llamado lago Hongying (鸿影湖). Hace referencia a la leyenda de que el emperador Jianwen voló sobre una ganso cisne (Anser cygnoides) alrededor de una fortaleza.
- Hongding Yunxia (鸿顶云霞), el punto más alto al sur del parque y del área urbana de Chongqing, contiene el pabellón de Hong'en.

Hay más de 50 especies de árboles de osmanto plantados en el parque, lo que lo convierte en el parque urbano de China con osmantos de más variedades plantados. 

### Pabellón de Hong'en

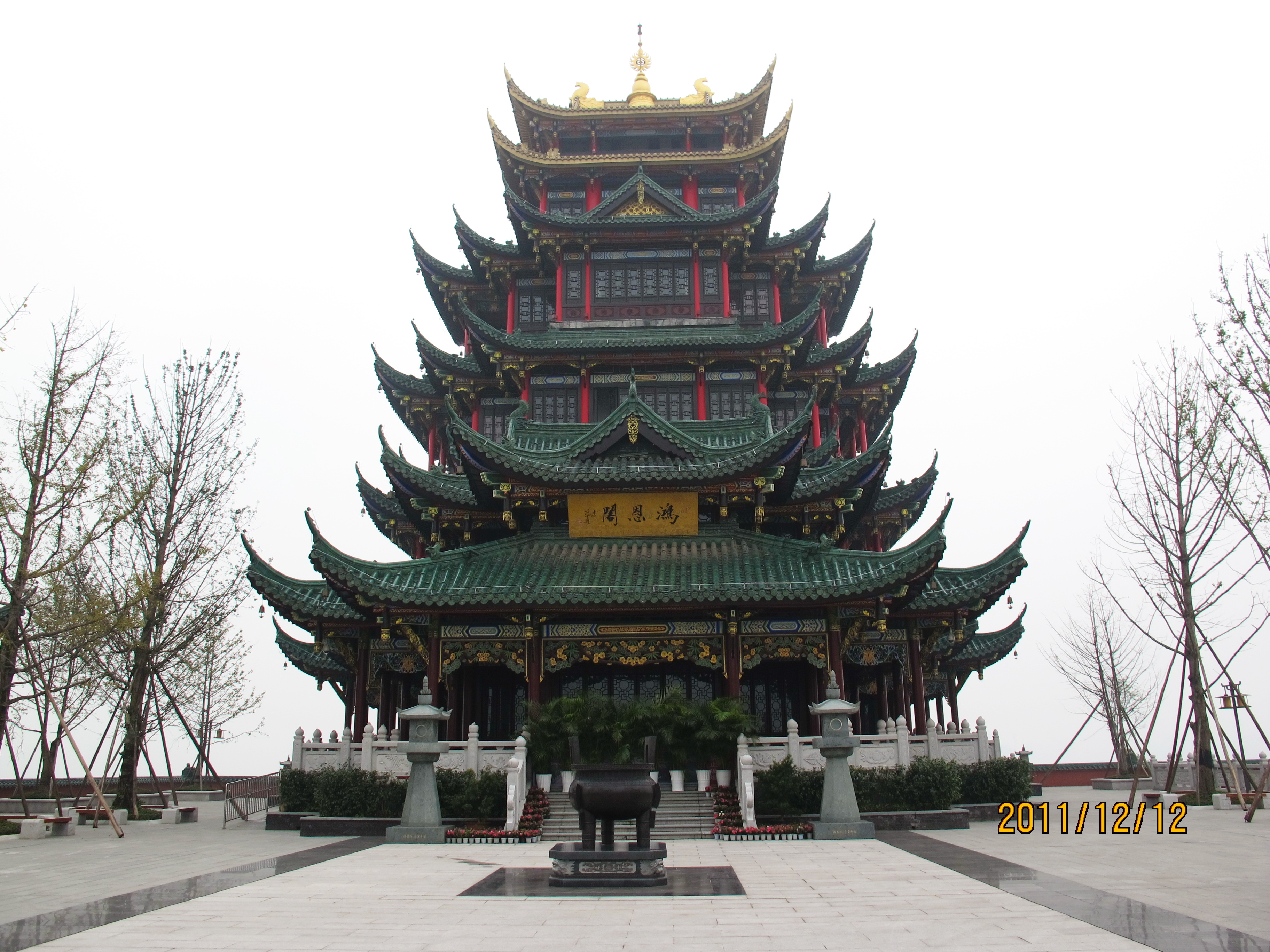
Pabellón de Hong'en

En la cima de lal monte Longji (龙脊), se construyó un edificio de siete pisos que imita el estilo antiguo de Chongqing, llamado Pabellón Hong'en (鸿恩阁). Tiene una plataforma de observación a una altitud de 466 metros dentro del edificio, que domina la parte norte de la península de Yuzhong y el distrito de Jiangbei, el distrito de Yubei y el distrito de Shapingba. El pabellón Hong’en imita el estilo arquitectónico clásico de las dinastías Ming y Qing. En frente de su entrada hay un caldero ding. Las esquinas del edificio están elevadas, el piso superior está cubierto con tejas de cobre dorado y crestas de cobre, y el piso inferior está cubierto con tejas vidriadas verdes y decoraciones de crestas vidriadas.